# Такси 4
«Такси́ 4» (фр. Taxi 4, стилизован как «T4Xi») — французский комедийный боевик 2007 года, снятый режиссёром Жераром Кравчиком по сценарию Люка Бессона. В главных ролях снялись Сами Насери, Фредерик Дифенталь, Бернар Фарси, Эмма Виклунд. В фильме также участвует французский футболист Джибриль Сиссе.
Это четвёртая часть франшизы, сиквел к фильму 2003 года «Такси 3». Премьера фильма состоялась во Франции 14 февраля 2007 года.

## Сюжет
В прологе фильма группа захвата под руководством комиссара Жибера «успешно» проводит задержание «террориста» в гостинице, где остановился известный футболист Джибриль Сиссе, которого купил футбольный клуб «Марсель». Жибер и Эмильен сопровождают Сиссе на матч, но полицейский кортеж попадает в очередную аварию. До начала игры остаётся несколько минут, и тогда на помощь приходит Даниэль, который доставляет футболиста за семь минут прямо на футбольное поле.
Проходит время. Даниэль и Эмильен проводят время со своими сыновьями, Лео и Максимом, на футбольном стадионе. Тут неожиданно Эмильена вызывают в комиссариат. Только что в Марсель доставили опасного во всей Европе преступника, бельгийца Альбера ван ден Боша. Задача полиции — принять преступника, допросить его, а затем отправить в Конго. Полиция Марселя с ужасом, но справляется: сначала они опоздали на приём преступника, который содержался в клетке, потом чуть не потеряли его, но, в конце концов, доставили в полицейский участок.
Тем временем один из сообщников ван ден Боша Серж проникает в полицейский участок и заходит в кабинет Жибера с целью зайти в базу данных и сфальсифицировать информацию о своём боссе. В кабинет заходят Максим и Лео, которых привёз в участок Даниэль. Они хотели поиграть на компьютере и искали кабинет с самой последней моделью. Выясняется, что дети разбираются в технологиях не хуже взрослых, и они сами того не зная помогают Сержу подделать базу данных. Позже появляется Жибер и принимает Сержа за учителя информатики, которому пришлось проводить импровизированный урок.
Эмильен, Ален, вооружённый транквилизаторным пистолетом, и Жибер пытаются провести процедуру допроса преступника, содержащегося в специальном костюме и лишённого по этой причине возможности нормально говорить. Из страха полицейские отказываются раздевать бельгийца. На специальной доске преступник пишет мелом слово «пи-пи», намекая на то, что он хочет в туалет. Жибер насмехается над этим, ведь его сотни раз проводили таким образом преступники и оказывались на свободе. Эмильен обнаруживает в костюме систему, благодаря которой преступник сможет справить нужду. В туалете он приводит её в действие. Когда же Эмильен возвратился, Ален чуть было не выстрелил в него от испуга. Раздосадованный этим Жибер начинает учить Алена обращаться с оружием, в результате чего сам стреляет себе в ногу и теряет сознание. Оставшиеся Эмильен и Ален проводят допрос вдвоём, как вдруг они обнаруживают, что костюм преступника сильно разбух: в него натекло огромное количество воды из-за того, что Эмильен перепутал шланги, подключив к воде тот, который надо было опустить в туалет. Пришлось снимать костюм и приводить едва не утонувшего преступника в чувства. Очнувшийся ван ден Бош заявил, что на самом деле его зовут Фенимор Эжен Требуле, он атташе посольства Бельгии и был похищен людьми ван ден Боша. Полицейские сначала не поверили, но в базе данных на странице ван ден Боша они видят фотографию другого человека. Они также проверили информацию про Фенимора Требуле, где обнаружилось, что действительно есть такой атташе. Эмильен звонит в посольство по указанному номеру телефона, который принадлежит сообщникам бельгийца. Те подтвердили ложные показания ван ден Боша. Эмильен, решив, что в руках у полиции невинный человек, освобождает бельгийца, который покидает участок на такси Даниэля. Пришедший в себя Жибер, узнав обо всём этом, увольняет Эмильена.
Даниэль всё это время вынужден был присматривать за ребёнком Эмильена, который пришёл за ним только глубокой ночью. Эмильен рассказывает Даниэлю о своих проблемах. Чтобы вернуть себе работу, он задумывает вернуть бельгийца обратно в тюрьму. Даниэль говорит, что помнит, куда отвёз бельгийца. Друзья выдвигаются к его логову. Между тем, после провала Жибера с бельгийцем под прикрытием работает Петра. Утром она участвует в ограблении банка Монако, где работает брат-близнец Альбера Эдуар Требуле. До этого загримированный в старика бельгиец меняется с ним одеждами и грабит банк. Эмильен вызывает подкрепление, в результате чего в руках полиции оказывается Эдуар.
Альбер спокойно покидает банк и берёт себе в пользование роскошную виллу одного колумбийского мафиози. Уединившись, Петра сообщает о своём местоположении и вызывает подкрепление. Эмильен пытается проникнуть в особняк, но по неосторожности попадает в руки бандитов, которые доставляют его бельгийцу, готового поцеловать соблазнённую им Петру. За это вторжение ван ден Бош собирается расстрелять Эмильена, но Петра спасает мужа, вынужденно устроив с ним драку, а затем позволив взять её в заложницы. Тут появляется подкрепление, в котором участвует Жибер. Прыгнув на неисправном трамплине через забор, он неудачно приземляется на поднос с кокаином. В особняке бельгиец устраивает перестрелку с полицейскими, как вдруг появился Жибер, который под действием кокаина, вооружившись двумя пулемётами и ракетной установкой, начинает обстрел всей виллы. Спасаясь, Альбер угождает прямо в багажник Даниэля. Эмильен и Петра тоже уезжают в его машине. Наутро бельгийца арестовывают уже без возможности сбежать повторно.
Фильм кончается тем, как Даниэль и Эмильен вместе со своими сыновьями посетили футбольный матч, на котором Жибер, находящийся в гиперактивном состоянии после кокаина, устроил для футболистов целый мастер-класс.

## В ролях
| Актёр                | Роль                                                                                 |
| -------------------- | ------------------------------------------------------------------------------------ |
| Сами Насери          | таксист Даниэль Моралес главный герой                                                |
| Фредерик Дифенталь   | инспектор полиции Эмильен Кутан-Корбадек                                             |
| Бернар Фарси         | комиссар Жерар Жибер                                                                 |
| Эмма Виклунд         | комиссар полиции, двойной агент Петра супруга Эмильена                               |
| Жан-Кристоф Буве     | дивизионный генерал Эдмонд Бертино командующий южным военным округом и тесть Даниэля |
| Эдуар Монтут         | инспектор полиции Ален Трезор друг Эмильена                                          |
| Жан-Люк Кушар        | Альбер ван ден Бош (Фенимор Эжен Требуле) и Эдуард Требуле братья-близнецы           |
| Франсуа Дамьен       | помощник Альбера ван ден Боша Серж                                                   |
| Морад Зегвенди       | помощник Альбера ван ден Боша                                                        |
| Дрисс Спиноза        | Лео сын Даниэля и Лили                                                               |
| Мермоз Мельхиор      | Максим сын Эмильена и Петры                                                          |
| Джибриль Сиссе       | в роли самого себя                                                                   |
| Патрик Пуавр д'Арвор | в роли самого себя                                                                   |

## Приём

### Кассовые сборы
В день выхода во Франции присутствовало 450 000 человек, из них 43 000 - только в Париже. Канадская премьера картины состоялась на фестивале комедийных фильмов «Just for Laughs» 22 июля 2007 года, за неделю до широкого проката.

### Критика
Фильм получил смешанные оценки от зрителей и критиков. На Rotten Tomatoes рейтинг у фильма 42% от зрителей. «Такси 4» подверглось критике со стороны прессы, которые раскритиковали выдыхающуюся франшизу, отсутствие ритма, абсурдность сценария и отсутствие сцен автогонок, которые были прелестью предыдущих частей. На момент продвижения фильма актер Сами Насери находился в тюрьме Буш-дю-Рон за оскорбления и нападения.
В период с 2007 по 2008 год «Такси 4» было выбрано 6 раз в различных категориях и получило 1 награду.

## Саундтрек
- Black Eyed Peas — Pump It
- Sniper — Quoi Qu’il Arrive
- Kery James feat. Anissa Stili — Symphonie d’Amour
- Melissa feat. Akhenaton — Avec Tout Mon Amour
- J-Mi Sissoko feat. Lino — Ghetto
- Bakar — Etre un Homme
- Shym — Victoire (remix)
- El Matador — Génération Taxi
- Tunisiano — Rien à Foutre
- Saïan Supa Crew — Mets les Gaz
- K-Reen feat. Ol Kainry — Anticonformiste
- Medine — Les Contraires
- Mafia K’1 Fry — On Vous Gêne…
- Melissa et Khaled — Benthi
- Taïro et Diams — Qui on Appelle??
- Sir Samuel — Frérot
- Akil — Nahreg Alik
- Sinik — Ennemi d'État
- Nessbeal feat. K-Reen — Légende d’Hiver
- Rimk feat. Gimenez.E — Hommage
- L.I.M, Larsen et Boulox — Taximan
- Grodash — Ennemi public
- Kalash L’Afro (Berreta) — Retour à La Base

## Сиквел
12 апреля 2018 года состоялся выход пятой части франшизы. Главные роли исполнили другие актёры: Франк Гастамбид (он же режиссёр и сценарист) и Малик Бенталха, также вновь сыграли Эдуар Мотнаут (Ален) и Бернар Фарси (Жибер, экс-комиссар, мэр).